# Palais Hardenberg
Le palais Hardenberg est un ancien bâtiment de Berlin, situé dans la Leipziger Straße au numéro 75 (aujourd'hui le 55). Il donnait également sur la Dönhoffplatz. Il porte le nom du chancelier prussien von Hardenberg qui y vécut et y travailla. Ses 100 ans d'histoire sont assez mouvementés,.

## Histoire
Il a été construit entre 1774 et 1776 par Georg Christian Unger par la couronne prussienne pour la comtesse von Schwerin. En 1800, Freiherr von Eckardstein obtint le droit de l'habiter. Il fut vendu en 1804 à Karl August von Hardenberg, alors membre du conseil royal secret, puis chancelier, qui le fit moderniser et réhausser d'un étage. Dès 1809, il fut repris par le ministère du commerce prussien puis en 1819 par l'administration fiscale. Hardenberg put toutefois y demeurer jusqu'à sa mort en 1822.
En 1848, le bâtiment fut rénové et réaménagé suivant les plans de Georg Heinrich Bürde (de) afin d'en faire le siège du parlement prussien. Le 26 février 1849, la première séance de la seconde chambre du parlement prussien, qui fut renommé le 30 mars 1855 chambre des représentants de Prusse, y eut lieu. L'édifice devenant trop petit, une extension est réalisée en 1867 par Hermann Blankenstein. D'avril 1868 à mai 1870, il abrita également le Zollparlament, le parlement du Zollverein, l'union douanière allemande. Après la fondation de l'Empire allemand, le palais servit du 21 mars au 12 juin 1871 de siège pour le Reichstag. Ce dernier déménagea ensuite « provisoirement » au 4 de la même rue, où il resta 23 ans. En 1872, puis en 1874 et 1875, de nouveaux agrandissements de la salle de séance furent réalisés. Les députés y siègèrent encore jusqu'en 1898, date à laquelle la chambre déménagea dans la Prinz-Albrecht-Straße (Niederkirchnerstraße de nos jours). Jusqu'en 1904, le palais abrita encore les séances de la chambre des seigneurs de Prusse, qui déménagea alors dans un nouveau bâtiment au 3 et 4 de la Leipziger Straße.

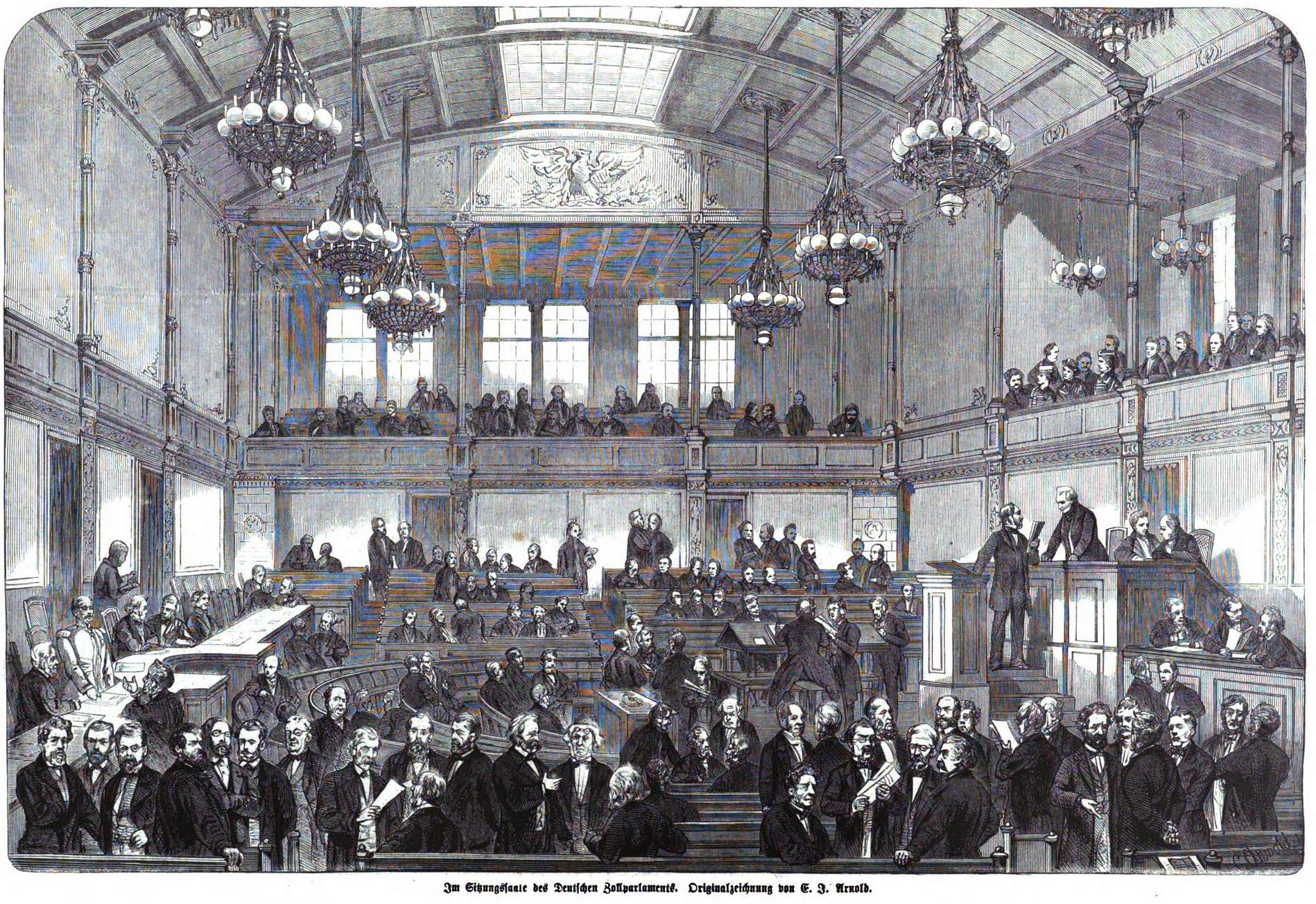
La salle du Zollparlament (gravure de 1868).
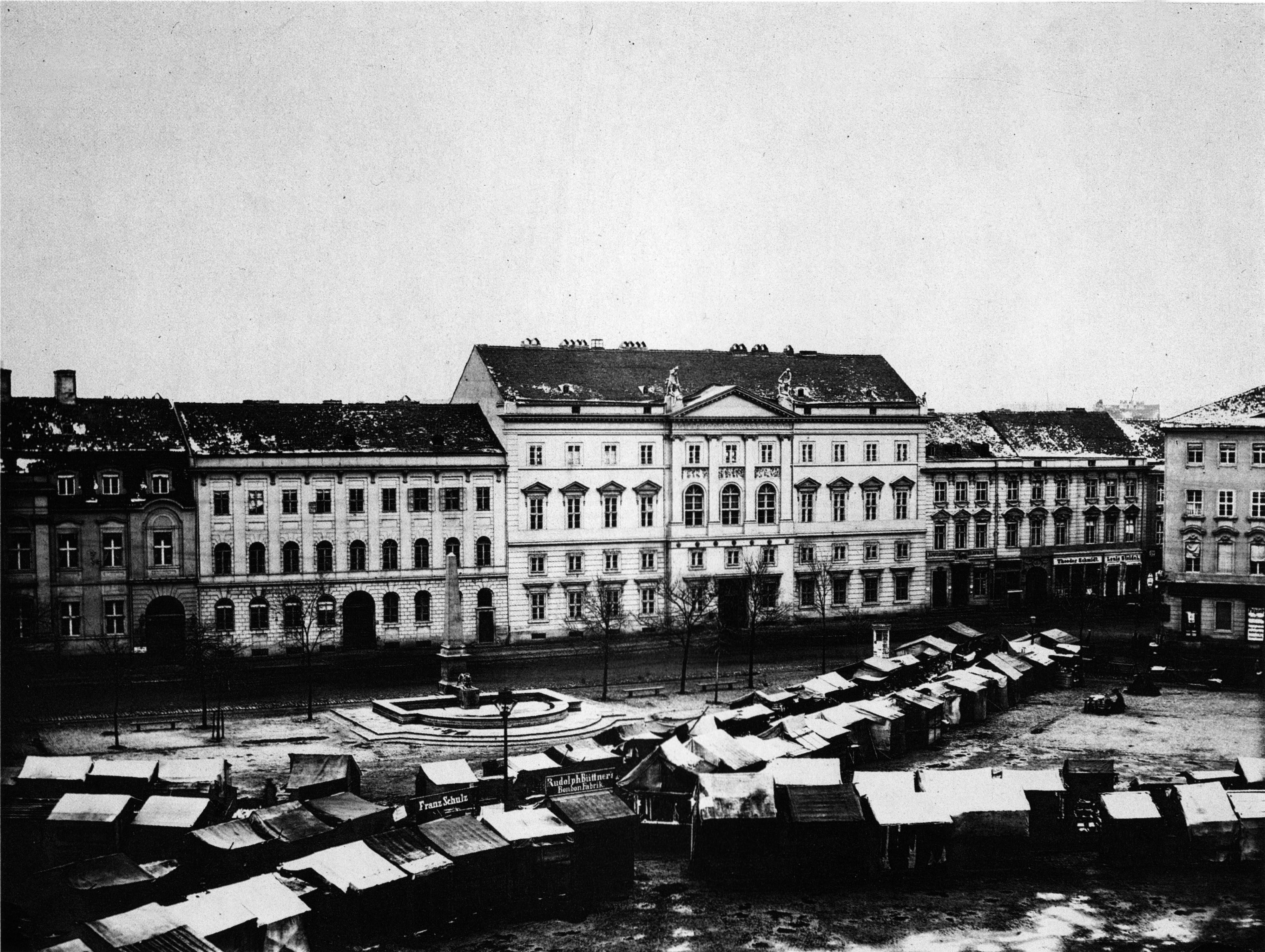
Dönhoffplatz et le palais Hardenberg en 1880.

En 1905, le palais fut vendu par l'administration fiscale puis rasé. À son emplacement fut construit un grand magasin, qui fut à son tour détruit lors de la Seconde Guerre mondiale.